# Assumpció Cantalozella i Mas
Assumpció Cantalozella i Mas   (Santa Coloma de Farners, 29 de gener de 1943) és una escriptora de novel·la històrica catalana.

## Biografia
Va néixer en el si d'una família d'impressors. La seva mare havia fet la carrera de piano al Conservatori Municipal de Barcelona, amb professors com Millet i Blai Net. Va estudiar filologia catalana. Durant un temps va exercir com a docent fent classes de llengua i literatura. Però fonamentalment ha dedicat la seva vida a l'escriptura en català. Va col·laborar amb la premsa a Mundo Diario (1976-1978), Ressò (des de 1968), El Punt (des de 1990), i finalment com articulista fixa de El Punt Avui, Ha realitzat un gran nombre d'obres en narrativa. El seu èxit es deu fonamentalment a la seva faceta d'escriptora de novel·la històrica, amb títols com El falcó del comte i Corpus de Sang.
Formà part del col·lectiu d'escriptors catalans Ofèlia Dracs i de l'equip fundador del Punt.

## Obres
Com a narradora es va iniciar amb la seva obra Escubidú (1982), a la qual van seguir Sauló (1984) i La ciutat (1990), després va venir La visita de Truda (1993) i Les campanes de Sant Serní (1996). L'any 2001 va quedar finalista del premi Carlemany per la seva obra La pluja d'estels (2002), novel·la ambientada en els anys trenta del segle xx. L'any 2002 una altra novel·la històrica, El falcó del comte, queda finalista del premi Sant Jordi. Va aconseguir el premi Pere Calders l'any 2003 amb la seva obra Corpus de Sang.
Les obres publicades d'Assumpció Cantalozella són:
- Escubidú- 1982. 263 pàgines. ISBN 978-84-7306-185-8. Castellà. Col·lecció: El brot; 13. Editorial Pòrtic
- Sauló - 1984 - Gènere: Novel·la. - Barcelona - Ed: Pòrtic[2]
- Amor a la Platja d'Aro - 1987 - Gènere: Narrativa- Girona - Ed. Periòdiques de les comarques[2]
- La Ciutat 1990. 206 pàgines. ISBN 978-84-7809-213-0. Català. Editorial Columna Edicions, Llibres i Comunicació
- Narradors catalans d'ara. - 1991. 142 pàgines. ISBN 978-84-86542-20-7. Català. Col·lecció: El Mèdol narrativa. Editorials edicions El Mèdol
- El desfalc- 1993. 120 pàgines. ISBN 978-84-8128-001-2. Català. Col·lecció: Què us diré, 3. Llibres del Segle
- El retorn d'Hug Roger - 1999. 328 pàgines. ISBN 978-84-7588-385-4. Català. Col·lecció: PERFILS. Editorial Proa
- La pluja d'estels - 2001. 336 pàgines. ISBN 978-84-8437-296-7. Català. Col·lecció A TOT VENT-BETA. Editorial Proa
- El falcó del comte - 2003. 408 pàgines. ISBN 978-84-8437-546-3. Català. Col·lecció A TOT VENT-TELA. Editorial Proa
- Corpus de Sang - 2004. 296 pàgines. ISBN 978-84-8437-656-9. Català. Col·lecció A TOT VENT-TELA. Editorial Proa
- El retorn d'Hug Roger - 2007. 328 pàgines. ISBN 978-84-8437-995-9. Català. Col·lecció PERFILS. Editorial Proa
- L'amor secret del rei En Jaume 2010. 240 pàgines. ISBN 978-84-8256-116-5. Català. Col·lecció A TOT VENT-RÚST. Editorial Proa
- El confident dels reis Data de publicació: 20/09/2012. 264 pàgines. ISBN 978-84-7588-325-0. Català. Col·lecció: A TOT VENT-RÚST. Editorial Proa
- La ciutat Arxivat 2018-10-09 a Wayback Machine. (redició). 10/09/2018. ISBN 978-84-17082-89-5. Català. Editorial Gregal

## Premis
- Finalista premi Carlemany de narrativa (2001): La pluja d'estels.
- Finalista del premi Sant Jordi (2002): El falcó del comte.
- Premi Pere Calders de literatura catalana (2003): El Corpus de Sang.